# Cinara shinjii
Cinara shinjii är en insektsart som beskrevs av Inouye 1938. Cinara shinjii ingår i släktet Cinara och familjen långrörsbladlöss. Inga underarter finns listade i Catalogue of Life.